# TVP3
TVP3 (Program Trzeci Telewizji Polskiej, TVP3 Regiony, TVP3 Regionalna, potocznie Trójka lub Regionalna Trójka, dawniej TVP Regionalna) – sieć polskich, publicznych, telewizyjnych kanałów regionalnych tworzonych przez 16 oddziałów terenowych Telewizji Polskiej. Stacja nosi obecną nazwę od 2 stycznia 2016 roku, ale wcześniej funkcjonowała pod nią także w latach 2002–2007. Istniejącą w 2005 roku TVP3 definiowano oficjalnie jako „połączoną sieć skoordynowanych programów regionalnych tworzonych i rozpowszechnianych przez oddziały terenowe TVP, z pasmem wspólnym”.
Oddziały terenowe TVP nadają zarówno własne pasma lokalne, jak i tworzą razem wspólne pasmo programowe nadawane jednocześnie w całym kraju. Przez lata zmieniał się charakter pasma wspólnego; w zależności od okresu nacisk był położony albo na ogólną ofertę programową (lata 90. i od 2013 roku), albo był ukierunkowany głównie na informację i publicystykę, zarówno lokalną jak i ogólnokrajową (2002–2013).

## Historia

### 1994–2002 (jako TVP Regionalna)
Na początku lat dziewięćdziesiątych ówczesne ośrodki terenowe TVP, zaczęły kolejno uruchomiać całodzienne programy regionalne, przy jednoczesnym ciągłym emitowaniu wybranych audycji (głównie informacji z regionu) w ramach pasm lokalnych na antenie Dwójki. W 1994 roku pierwszy zarząd TVP SA zorientował się, że oddziały nie były w tym czasie zdolne do wypełnienia kilkunastu godzin swoich programów, w związku z czym jedenaście wówczas istniejących ośrodków regionalnych przystąpiło do tworzenia pasma wspólnego. W celu koordynacji pracy ośrodków powołano 1 kwietnia 1994 roku Biuro Oddziałów Terenowych, którym początkowo kierował Janusz Daszczyński. 
5 września 1994 roku dziesięć ośrodków TVP rozpoczęło emisję codziennego, prawie czterogodzinnego bloku wspólnych pasm programowo-reklamowych, który rozpoczął się o 15.10 animowaną baśnią z tysiąca i jednej nocy „Abdallah ziemski i Abdallah morski”. Podzielony on był na trzy mniejsze pasma: w godz. 15:10-16:30 (programy dziecięco-młodzieżowe), 17:35-18:05 (seriale fabularne), 19:15-21:15 (filmy fabularne i dokumentalne). System owych pasm wspólnych nazwano „Siecią”.
W lipcu 1996 roku, decyzją Zarządu Telewizji Polskiej SA, powołano dwunasty oddział terenowy – OTV Białystok. W 1996 roku OTV Białystok nie uruchomił jeszcze jednak swojego programu.
W 2001 roku pasmo wspólne przekroczyło 75% czasu nadawania programów regionalnych. Pasmo wspólne zestawiane było przez Biuro Programów Regionalnych (BRP) w Warszawie. Pozostały czas antenowy programów regionalnych stanowiły pasma lokalne, opracowywane samodzielnie przez Oddziały Terenowe TVP S.A. 

#### Statystyki programowe dla 2001
Dwanaście ówczesnych oddziałów terenowych TVP w 2001 roku miało 3,5% udziału na polskim rynku telewizyjnym. Pasma lokalne nadawane były przez oddziały w dni powszednie: w paśmie porannym (8.00-8.35), popołudniowym (15.25-16.30 i 17.15-19.00) i wieczornym (21.30-22.00); w sobotę i w niedzielę godziny nadawania tych pasm były nieco inne: pasmo poranne (8.00-9.00), południowe (13.30-14.30), popołudniowe (17.00-19.00 lub 18.00-18.20) i wieczorne (21.00-22.00).
W 2001 roku ramówka programów regionalnych TVP miała charakter uniwersalny. Główną część oferty programowej stanowiły telewizyjne filmy fabularne, serie i seriale fabularne oraz filmy animowane. Filmy fabularne stanowiły w sumie 53,3% rocznego czasu antenowego. Były to głównie produkcje amerykańskie (11% rocznego czasu). Za nimi znajdowały się filmy polskie (5% rocznego czasu) i angielskie (3,3%).
Na dalszych miejscach pod względem rocznego czasu nadawania w 2001 roku znajdowały się:
- filmy dokumentalne (średnio 14,6% czasu nadawania programów regionalnych), z których ponad połowę stanowiły reportaże;
- audycje edukacyjne (8,8% czasu nadawania programów regionalnych, z czego najwięcej w paśmie wspólnym – 6,5% czasu nadawania programów regionalnych);
- audycje publicystyczne (8,8% wszystkich programów regionalnych);
- audycje rozrywkowe (5,9% czasu nadawania programów regionalnych, z czego najwięcej w paśmie wspólnym);
- audycje informacyjne (5,6% wszystkich programów regionalnych);
- audycje muzyczne (4,9% czasu nadawania programów regionalnych, z czego najwięcej w paśmie wspólnym – 3,6% czasu nadawania programów regionalnych);
- audycje sportowe (4,8% czasu nadawania programów regionalnych, z czego najwięcej w paśmie wspólnym – 3,7% czasu nadawania programów regionalnych);
- audycje religijne (1,3% czasu nadawania programów regionalnych – czterokrotnie więcej czasu w pasmach lokalnych niż w paśmie wspólnym).

Na ostatnim miejscu znalazły się spektakle teatralne i inne formy udramatyzowane (0,5% czasu nadawania programów regionalnych, z czego najwięcej w paśmie wspólnym).

### 2002–2007 (jako TVP3)
Jesienią 2000 roku, pasma regionalne już posługiwały się wspólną nazwą i logiem TVP3. Logo TVP3 stosowało też pasmo wspólne.
3 marca 2002 roku wystartowała telewizja TVP3, zastępując dotychczasowe programy regionalne w całej Polsce. Wszystkie stacje regionalne TVP zostały przekształcone w terenowe oddziały TVP3 i nadawały swój program lokalny w wyznaczonych okienkach czasowych na jej antenie, w związku z czym TVP3 była traktowana jako jeden program z lokalnymi okienkami. Kanał emitował programy o różnorodnej tematyce – głównie informacyjne i publicystyczne, ale nie tylko, ponieważ w jego ramówce można było znaleźć również filmy i seriale fabularne oraz dokumentalne, a także magazyny i relacje sportowe. Sztandarowym programem informacyjnym był Kurier. Od końca sierpnia 2002 roku obrady Sejmu zaczęły być transmitowane wyłącznie w paśmie ogólnopolskim TVP3, dotychczas także były nadawane jednocześnie w Dwójce. 
W marcu 2003 roku kanał uzyskał nową oprawę graficzną oraz wprowadzono nowe logo. 7 września 2003 roku Kurier oraz programy publicystyczne TVP3 otrzymały nową scenografię. Biało-zielone kolory nawiązywały do nowego logotypu kanału. W podobnym czasie Telewizja Polska rozpoczęła próbną emisję wideo TVP3 w sieci telefonii komórkowej. Na początku stycznia 2004 roku program TVP3 w wersji warszawskiej był już dostępny na platformie Cyfra+. 

#### Statystyki programowe dla 2006
W 2006 roku TVP3 miała 4,8% udziału na polskim rynku telewizyjnym. Spośród audycji składających się na program wspólny i pasma rozłączne TVP3 największy udział miały audycje informacyjne i publicystyczne. Zajęły one łącznie blisko 54% rocznego czasu emisji programu wspólnego i 48,4% programów lokalnych. Pasma regionalne TVP3 nadawały średnio nieco ponad 4 godziny programu na dobę.
Na dalszych miejscach pod względem rocznego czasu nadawania w 2006 roku znajdowały się:
- filmy dokumentalne (12,8% w paśmie wspólnym, 8,5% w pasmach lokalnych, z czego 6,8% to reportaże)
- filmy fabularne (11,4% w paśmie wspólnym, 0,8% w pasmach lokalnych[a])
- audycje i transmisje sportowe (5,8% w paśmie wspólnym, 12,9% w pasmach lokalnych)
- audycje religijne (1,9% w paśmie wspólnym, 3,4% w pasmach lokalnych)
- audycje edukacyjne (1,6% w paśmie wspólnym, 3,9% w pasmach lokalnych)
- audycje rozrywkowe (0,2% w paśmie wspólnym, 0,4% w pasmach lokalnych)
- audycje muzyczne (0,2% w paśmie wspólnym, 3,9% w pasmach lokalnych)

2 stycznia 2007 roku wprowadzono nową ramówkę TVP3, w której pojawiło się znacznie więcej serwisów informacyjnych, które nie tylko podawały informacje, ale także transmitowały konferencje prasowe i inne wydarzenia. Serwisy trwały w przybliżeniu 15 minut i były nadawane w dni powszednie od godz. 6:00 do 9:30 co 15 minut, a od 10:00 co pół godziny, natomiast w weekendy nadawano je co godzinę. Z ramówki TVP3 zniknęły wszelkie seriale i filmy fabularne oraz animowane. Zmianie uległa też oprawa graficzna, która była odtąd utrzymana w kolorystyce czerwonej, z niewielką domieszką bieli. Barwy logotypu stacji pozostały jednak zielone. Regionalna Trójka zakończyła nadawanie 5 października 2007, a w zamian dzień później uruchomiono TVP Info.

#### Najważniejsze programy TVP3 z lat 2002–2007[27]
- Kurier – główny program informacyjny TVP3.
- Echa dnia – codzienny program publicystyczny, emitowany na żywo, po Kurierze komentujący najważniejsze tematy, przede wszystkim polityczne, samorządowe, gospodarcze, głównie krajowe i regionalne, poprzedzone felietonami.
- Gość dnia – kilkunastominutowa przedpołudniowa rozmowa w studio.
- Telekurier – codzienny magazyn publicystyczno-reporterski. W latach 2002–2004 pojawiał się Telekurier bis podsumowujący najciekawsze prezentacje z poprzednich wydań.
- To jest temat – codzienne pasmo programowe z reportażami dziennikarzy ośrodków TVP.
- Świat – magazyn emitowany w sobotę zawierający przegląd najciekawszych filmowych materiałów tygodnia.
- Teleplotki – magazyn wykorzystujący aktualne materiały filmowe, polskie i światowe, dotyczące znanych osób i ciekawostek na ich temat.
- Regiony kultury – codzienny informator kulturalny.
- Etniczne klimaty – kilkudziesięciominutowy program o problematyce etnicznej.
- Telenowyny – program adresowany do mniejszości ukraińskiej w Polsce.
- Kowalski i Schmidt – program o koegzystencji społeczności niemieckiej i polskiej na Ziemiach Zachodnich.
- Kwartet – magazyn regionów Czwórki Wyszehradzkiej.
- Integracja – magazyn poświęcony osobom niepełnosprawnym.
- Młodzież kontra... czyli pod ostrzałem – program publicystyczny z udziałem młodzieżówek partii politycznych.
- Było, nie minęło – Kronika zwiadowców historii – program telewizyjny o tematyce historyczno-eksploracyjnej.

### 2007–2013 (jako TVP Info)
6 października 2007 kanał TVP3 został zastąpiony przez TVP Info o profilu informacyjno-regionalnym. Start kanału nie wpłynął znacząco na programy ośrodków regionalnych, które nadawane były jak dotychczas, początkowo bez cyfry „3” w logo, 1 grudnia 2007 zostały zastąpione logotypami na wzór ogólnopolskiego. Od 1 września 2013 roku funkcjonuje jako samodzielny kanał informacyjny, natomiast ośrodki regionalne powróciły do nazwy TVP Regionalna.

### 2013–2016 (ponownie jako TVP Regionalna)
23 maja 2013 roku na konferencji międzynarodowej „Rola Oddziałów Terenowych TVP w rozwoju społeczeństwa informacyjnego” na Uniwersytecie Warszawskim, Telewizja Polska poinformowała o planach utworzenia nowej stacji regionalnej, która zastąpiłaby wszystkie stacje lokalne TVP w Polsce. Według planów przedstawionych na konferencji TVP Regionalna (pierwotnie pod nazwą TVP3 Regiony) miała składać się z 18-20 godzin emisji, stopniowo przedłużanej, programów przygotowanych przez oddziały terenowe Telewizji Polskiej, w tym z 4,5 godzin własnego programu premierowego i 2,5 godzin programu koprodukowanego. Główny nacisk, w zamierzeniu, miał być położony na informację i publicystykę.
1 września 2013 roku szesnaście oddziałów terenowych tworzących wspólnie TVP Regionalną weszło w skład nowo uruchomionego Ośrodka Programów Regionalnych, tego samego dnia oficjalne rozpoczęto emisję programu o godzinie 7:00, w tym dniu również zaczął być dostępny w trzecim multipleksie naziemnej telewizji cyfrowej (MUX 3), natomiast 6 września 2013 roku TVP Regionalna (tylko TVP Warszawa) dołączyła do Cyfrowego Polsatu, zaś 9 września dołączyła także do nc+, Telewizji na kartę i Orange TV. 
22 października 2013 roku uruchomiono informacyjny portal internetowy pod adresem regionalna.tvp.pl. W 2013 roku TVP Regionalna zorganizowała koncerty sylwestrowe w Rzeszowie, Katowicach i we Wrocławiu, które były transmitowane na antenie ogólnopolskiej, gdzie występowali znani polscy wykonawcy m.in. Doda czy zespół Bajm. Od 7 do 23 lutego 2014 roku w nocnych pasmach ogólnopolskich w godzinach 23:30 do 5:00 (w weekendy do 5:30) retransmitowano rywalizacje sportowców z Zimowych Igrzysk Olimpijskich w Soczi w 2014 roku. W latach 2014–2015 transmitowano na żywo mecze Nice Polskiej Ligi Żużlowej (również w TVP Sport). Od jesieni 2014 roku zaczęto również emitować weekendowe pasmo filmów fabularnych oraz polskie seriale m.in. serial komediowy Święta wojna, telenowelę dokumentalną Przedszkolandia, natomiast wiosną 2015 roku rozpoczęto emisję telenoweli Plebania od pierwszego odcinka.

#### Godziny nadawania TVP Regionalna
Pasma lokalne TVP Regionalna nadawane były przez 4,5 godziny w dni powszednie, a 5,5 godziny w weekendy. Od 1 września do 30 listopada 2013 roku TVP Regionalna nadawała 18 godzin programu dziennie od 6:30 do 0:30 (dni powszednie) lub od 7:00 do 1:00 (weekendy), natomiast od 1 grudnia 2013 roku TVP Regionalna zaczęła nadawać program 24 godziny na dobę.
- Od 1 września do 30 listopada 2013 roku oddziały terenowe nadawały swoje programy od poniedziałku do piątku w godzinach: 7:30-8:00, 15:00-16:00, 17:30-19:00, 20:00-21:00 i 22:00-22:30, a w weekendy w godzinach: 10:00-11.00, 15:00-16:00, 17:30-19:00, 20:00-21:00 i 22:00-23:00[41].
- Od 1 grudnia 2013 do 30 sierpnia 2015 roku pasma lokalne nadawano od poniedziałku do piątku o 7:30-8:00, 17:30-21:00 i 22:00-22:30, zaś w weekendy o 10:00-11:00, 17:30-21:00 i 22:00-23:00[42].
- Od 31 sierpnia 2015 roku do 1 stycznia 2016 roku programy oddziałów terenowych w pasmach lokalnych nadawano od poniedziałku do piątku o 7:30-8:00 i 18:00-22:15, a w weekendy o 10:00-11:00 i 18:00-22:15[43].

#### Najważniejsze programy TVP Regionalnej[41][44]
- Dziennik Regionów – program informacyjny oddziałów terenowych Telewizji Polskiej.
- Echa dnia – program publicystyczny.
- Echa dnia – komentarze (do 2015 roku) – program publicystyczny.
- Raport z Polski (do 2016 roku) – codzienny magazyn reporterów TVP Regionalnej.
- Telekurier – magazyn interwencyjny TVP Regionalnej.
- Co niesie dzień (do 2021 roku) – poranny program pokazujący najważniejsze wydarzenia którymi danego dnia będzie żyć cała Polska. Emisja od poniedziałku do piątku o 8:00.
- Młodzież kontra... czyli pod ostrzałem – program publicystyczny TVP Regionalna z udziałem młodzieżówek partii politycznych.
- Kultowe rozmowy – wywiady z ciekawymi ludźmi. Program prowadzili Tomasz Raczek i Katarzyna Marcysiak.
- Wstęp wolny – z kulturą – magazyn kulturalny.
- Głos regionów – cotygodniowy magazyn interwencyjny TVP Regionalnej nadawany na żywo.
- Czas na pracę! Praca na czasie! – program poradnikowy TVP Regionalna.
- AgroSzansa (do 2017 roku) – program dla rolników
- Przystanek Ziemia – program religijny.
- Rączka gotuje – magazyn kulinarny TVP Katowice.
- EkoAgent – program publicystyczny z elementami interwencji dziennikarskiej TVP Regionalna.
- Czas na jazdę – program przeznaczony dla miłośników samochodów
- Polska samorządna – program samorządowy.
- Relacje – program poświęcony ekonomii
- Seniorada – program o charakterze familijnym nadawany raz w miesiącu
- Klub srebnego włosa – program dla seniorów nadawany raz w miesiącu
- Akademia.pl – magazyn akademicki.
- Bez barier – program dla niepełnosprawnych nadawany raz w miesiącu.
- Otwórz oczy – program poświęcony osobom niewidomym nadawany raz w miesiącu.
- Telenowyny – program adresowany do mniejszości ukraińskiej w Polsce.
- Zobacz dokument – codzienne pasmo dokumentalne
- Antenowe remanenty – perły twórczości telewizyjnej z różnych okresów, odnalezione w archiwach ośrodków terenowych TVP.
- Zapraszamy na kawę – studyjny program poradnikowy na żywo
- Dzień, miesiąc i rok – kilkuminutowy program w formie kartki z kalendarza. Pokazywane są najważniejsze wydarzenia w historii jakie wydarzyły się w danym dniu. Emisja po północy i przed godziną 6:30 od poniedziałku do piątku i przed godziną 7:00 w sobotę i w niedzielę. Wcześniej program był emitowany na rozpoczęcie i zakończenie dnia w TVP Regionalna.
- Wokół nas – program pokazujący na żywo wybrane miejsca w Polsce. Emisja kilka razy w ciągu dnia.

### Od 2016 roku (ponownie jako TVP3)

#### 2016-2020
17 listopada 2015 roku na konferencji „Telewizja publiczna regionalna, czy telewizja publiczna regionów?” organizowanej na Wydziale Nauk Politycznych i Dziennikarstwa Uniwersytetu im. Adama Mickiewicza w Poznaniu, na której uczestniczyli dyrektor Ośrodka Programów Regionalnych TVP Bogumił Osiński oraz dyrektor TVP Poznań Lena Bretes-Dorożała, podano informację o powrocie do nazwy TVP3. 17 grudnia 2015 roku uruchomiono stronę internetową TVP3 pod adresem tvp3.tvp.pl, która zastąpiła dotychczasową stronę internetową regionalna.tvp.pl.
2 stycznia 2016 roku powróciła na ekrany TVP3, która zastąpiła TVP Regionalną. Pasmo wspólne zostało skrócone, a każdy z oddziałów zwiększył długość emisji własnego programu, a 4 stycznia 2016 roku zyskał pasmo śniadaniowe i popołudniowe. Pierwotnie miał to początek dużo większych zmian, które miały nastąpić wiosną 2016 roku.
W ramach 6+6+4, koncepcji ówczesnego prezesa TVP Janusza Daszczyńskiego, każda z 16 anten regionalnych miała zacząć nadawać po 16 godzin programu regionalno-lokalnego składającego się z dwóch 6-godzinnych bloków programowych (nadawanych od 7.00 do 13.00 i od 13.00 do 19.00) i jednego 4-godzinnego (19.00-23.00). Sześciogodzinny blok miał być we fragmentach powtarzany w pozostałych pasmach, aby poszczególne programy pojawiały się na antenie konkretnego oddziału dwa lub trzy razy na dobę. Zakładano także nadawanie co godzinę fleszu informacyjnego, który miał być tworzony w ramach koncepcji Mojo (skrót od angielskiego mobile journalism), czyli dziennikarstwa mobilnego. Ponadto, w ramach schematu 6+6+4 emitowane miały być również programy o charakterze uniwersalnym i ponadregionalnym we wszystkich 16 regionach. Znaleźć się miały m.in. przygotowywany przez TVP3 Kraków program Młodzież kontra…, TVP3 Poznań – Telekurier i TVP3 Bydgoszcz – Kultowe rozmowy. W lutym 2016 roku Telewizja Polska wycofała się z tego rozwiązania niedługo po tym kiedy nowym prezesem został Jacek Kurski.
26 czerwca 2016 roku TVP3 transmitowała premierę oratorium Piotra Rubika i Zbigniewa Książka Z powodu mojego imienia z kieleckiej Kadzielni. Koncert powstał z inicjatywy Papieskiego Stowarzyszenia Pomoc Kościołowi w Potrzebie. W 2019 roku Regionalna Trójka zaczęła nadawać mecze kolejki drugiej ligi piłki nożnej. 

#### 2020-2023
Od 30 marca do 2 czerwca 2020 roku, w związku z pandemią COVID-19, Trójka w paśmie wspólnym emitowała lekcje Szkoły z TVP dla klas IV i VI szkoły podstawowej. Od 18 maja 2020 roku transmitowana jest codziennie Koronka do Miłosierdzia Bożego z sanktuarium w krakowskich Łagiewnikach. Od 18 czerwca 2020 roku na antenie ogólnopolskiej TVP3 transmitowane na żywo jest Studio Lotto – wieczorne losowania gier liczbowych i loterii organizowanych przez Totalizator Sportowy.
W ramach akcji Ferie z TVP od 4 do 17 stycznia 2021 roku w paśmie wspólnym TVP3 emitowano codziennie programy dla młodzieży szkolnej powyżej 10. roku życia od godz. 8.00 do 13:00, a ponadto w tych godzinach nie nadawano reklam między audycjami. W ofercie znalazły się filmy, seriale oraz audycje tematyczne o profilu edukacyjnym i lifestylowym. Każdy dzień Ferii z TVP kończył się emitowanym na antenie TVP3 familijnym filmem fabularnym.
4 października 2021 roku ruszyła nowa ramówka TVP3, gdzie pojawiły się także nowe programy m.in. Poranek TVP3, w którym realizowane są łączenia z oddziałów regionalnych oraz pasma tematyczne z programami skierowanymi precyzyjnie do wybranych grup widzów tj. pasma ogrodnicze, kulinarne, kobiece i poradnikowe. Ówczesny szef TVP3 Paweł Gajewski, w rozmowie z portalem wirtualnemedia.pl, zapowiedział że w nowej ramówce, niemal 90% wszystkich produkcji zamawiane będzie w oddziałach, aby wzmocnić ich pozycję.
Od 24 lutego 2022 roku do 2024 roku, w związku z rosyjską inwazją na Ukrainę, był retransmitowany serwis informacyjny TVP Wilno – Info Wilno. 15 września 2022 roku ruszyło pasmo informacyjne TVP3 Info, które było emitowane od poniedziałku do piątku w godzinach od 10:00 do 16:30. Większość programów, które dotąd nadawały w tych godzinach zdjęto z anteny. 27 lutego 2023 roku TVP3 rozpoczęła współpracę z Programem III Polskiego Radia – od poniedziałku do piątku był retransmitowany program publicystyczny Salon polityczny Trójki, a w soboty Śniadanie w Trójce. 1 czerwca 2023 roku sygnał wszystkich 16 stacji TVP3 został udostępniony w serwisie internetowym i aplikacji TVP VOD, gdzie można je oglądać bezpłatnie.
W 2023 roku TVP3 organizowała cykl wakacyjnych, plenerowych koncertów pod nazwą Roztańczona Polska - letnia trasa TVP. Trasa rozpoczęła się w Bogatyni 14 maja 2023 roku. Kolejnymi przystankami na tej trasie były takie miejscowości jak Gorzów Wielkopolski (21 maja), Stalowa Wola (28 maja), Łomża (4 czerwca), Gryfino (18 czerwca), Łowicz (25 czerwca), Ostrów Wielkopolski (2 lipca), Jaworzno (9 lipca), Władysławowo (16 lipca), Chełmno (23 lipca), Sochaczew (30 lipca), Zamość (6 sierpnia), Myślenice (13 sierpnia), Opole (20 sierpnia), Sandomierz (27 sierpnia), Iława (3 września), Soleczniki (17 września), Dyneburg (24 września), Warszawa (30 września) i Chełm (8 października). Podczas trasy wystąpili tacy wykonawcy jak m.in.: Karolina Stanisławczyk, Jakub Szmajkowski, Kombi, Weekend, Defis, Top Girls, Andrzej Rybiński, Capitan Folk, Topky, Łobuzy, Boys, Halina Frąckowiak, Stachursky, Camasutra, Weź Nie Pytaj, Masters, Felivers, Grupa Volt, Viki Gabor, Miły Pan, Czerwone Gitary, Mejk, Doda, Paulla, Kajra, Sławomir, Norbi, Kamil Bednarek, Daj To Głośniej, Skolim, Rafał Brzozowski, Marcin Siegieńczuk, Michał Wiśniewski, Piękni i Młodzi, Szpilki, Bajorek, Extazy, Playboys, Akcent, Jorrgus, Milano.

#### Przejście na emisję HD
W styczniu 2018 roku prezes TVP Jacek Kurski zapowiedział w wywiadzie dla tygodnika Wprost rozpoczęcie produkowania programów przez oddziały terenowe TVP w jakości HD, natomiast w marcu tego samego roku zapowiedział modernizację wozów transmisyjnych do technologii HD oraz kupno czterech nowych wozów dla oddziałów w Gdańsku, Katowicach, Lublinie i Poznaniu. 28 lutego 2022 roku oddziały TVP w Gdańsku, Lublinie i Poznaniu otrzymały nowe wozy transmisyjne w technologii HD z możliwością szybkiej przebudowy do jakości 4K, które przekazał im prezes TVP Jacek Kurski. W wozach znajdują się dwa stanowiska powtórkowe, najnowszy mikser wizji Sony, zaawansowany mikser audio (pozwalający m.in. obsługiwać dźwięk przestrzenny), zabezpieczenie systemów pozwalające działać nawet w przypadku awarii. Połączenie wszystkich czterech wozów w jedną całość daje możliwość realizacji wydarzeń nawet na 36 kamer jednocześnie.
Ówczesny szef TVP3 Paweł Gajewski, we wspomnianej wcześniej rozmowie, zapowiedział także inwestycje technologiczne we wszystkich oddziałach oraz przejście w nich ze standardu nadawania z SD na HD; stwierdził też, że pasmo wspólne przejdzie na produkcję w HD na przełomie roku 2021/2022, a najpóźniej na początku 2022 roku. Finalnie przejście dokonało się 15 lutego 2022 roku, kiedy program wspólny TVP3 i program oddziału warszawskiego rozpoczęły nadawanie w jakości HD w sieciach kablowych oraz na platformie TVP Stream i aplikacji TVP GO, a do 3 października 2022 roku działały także na testowym multipleksie DVB-T2/HEVC Telewizji Polskiej. 20 listopada 2023 roku rozpoczęto również nadawanie w HD na platformach satelitarnych. Programy lokalne TVP3 zostały przełączone na nowy standard jakości obrazu w związku ze zmianą standardu nadawania naziemnej telewizji cyfrowej z DVB-T/MPEG-4 na DVB-T2/HEVC. Początkowo miało to nastąpić jeszcze w 2022 roku, ale ten proces został wstrzymany ze względu na przedłużenie czasu nadawania MUX 3 w dotychczasowym standardzie do końca 2023 roku. 
Ostatecznie zmiana standardu jakości obrazu nastąpiła w dwóch etapach w połowie grudnia 2023 roku, dzięki czemu wszystkie oddziały regionalne od tego czasu nadają w jakości HD:
- Etap 1: 15 grudnia 2023 roku w zachodniej części kraju – TVP3 Szczecin, TVP3 Gdańsk, TVP3 Gorzów Wielkopolski, TVP3 Poznań, TVP3 Bydgoszcz, TVP3 Łódź, TVP3 Wrocław, TVP3 Opole i TVP3 Katowice[99],
- Etap 2: 19 grudnia 2023 roku we wschodniej części kraju – TVP3 Lublin, TVP3 Kraków, TVP3 Warszawa, TVP3 Rzeszów, TVP3 Białystok, TVP3 Kielce i TVP3 Olsztyn.

#### Od 20 grudnia 2023 roku
W związku ze zmianami we władzach Telewizji Polskiej, Polskiego Radia i Polskiej Agencji Prasowej podjętymi przez ministra kultury i dziedzictwa narodowego Bartłomieja Sienkiewicza, 20 grudnia 2023 roku, przed południem, program TVP3 (zarówno pasmo wspólne i program oddziałów terenowych) został zawieszony, w tym czasie retransmitowano sygnał TVP2. 26 grudnia 2023 roku po godz. 10:00 powrócono do emisji pasma wspólnego TVP3, 28 grudnia wróciły także pasma lokalne z ośrodków w Krakowie i Poznaniu, a w kolejnych dniach stopniowo emisję wznawiały kolejne ośrodki. Po wznowieniu nadawania pasma wspólnego zdjęto z anteny pasmo TVP3 Info i retransmisje programów publicystycznych Radiowej Trójki.

## Dostępność
Kanały TVP3 nadawane są bezpłatnie w ramach ogólnopolskiego trzeciego multipleksu naziemnej telewizji cyfrowej (MUX 3). Dostępne są również we wszystkich sieciach kablowych i na satelitarnych platformach cyfrowych (tam tylko TVP3 Warszawa) w związku z tzw. zasadą must carry, czyli zapisanym w ustawie o radiofonii i telewizji obowiązkiem oferowania przez każdego operatora telewizyjnego siedmiu kanałów telewizyjnych, wśród których znajdują się trzy kanały TVP – TVP1, TVP2 i TVP3 – oraz cztery kanały prywatne – TVN, Polsat, TV4 i TV Puls. 

### Naziemna telewizja cyfrowa
27 października 2010 roku oddziały terenowe TVP zaczęły nadawać swoje programy w MUX 3 w pasmach lokalnych TVP Info, natomiast rok później również w MUX 1. 1 września 2013 roku programy regionalne przeniosły się do TVP Regionalna oraz zaczęły nadawać wyłącznie w trzecim multipleksie naziemnej telewizji cyfrowej (MUX 3), natomiast TVP Info dostępne było wyłącznie w pierwszym multipleksie naziemnej telewizji cyfrowej (MUX 1) do 15 lutego 2014 roku, kiedy kanał przeniesiono do MUX 3. Od 15 lutego do 3 października 2022 roku warszawska TVP3 była dostępna w jakości HD na testowym multipleksie nadawanym w standardzie DVB-T2/HEVC.

### Przekaz satelitarny
9 stycznia 2004 roku program TVP3 w wersji warszawskiej został udostępniony na platformie Cyfra+. 2 lutego 2006 roku ta sama wersja rozpoczęła nadawanie z satelity Astra 2C (później 1KR) i była tylko częściowo kodowana. Kanał był więc dostępny także z cyfrowych odbiorników FTA. 1 stycznia 2015 roku przekaz z Astry nadający wtedy jako pełnowymiarowy kanał informacyjny TVP Info został wyłączony. 
6 września 2013 roku TVP Regionalna (tylko TVP Warszawa) dołączyła jako nowy kanał do Cyfrowego Polsatu, zaś 9 września dołączyła także do nc+, Telewizji na kartę i Orange TV (na platformach cyfrowych pozostało TVP Info w nowej formule). 2 stycznia 2016 roku zastąpiła ją TVP3. 20 listopada 2023 roku emisja satelitarna została przełączona do jakości HD razem z kanałem TVP Seriale. Obecnie stacja (tylko w wersji warszawskiej) dostępna jest wyłącznie na satelicie Hot Bird na transponderach platform cyfrowych.

### Internet
Od 25 lutego 2013 roku wszystkie kanały regionalne TVP można oglądać bezpłatnie w Internecie dzięki stronie internetowej i aplikacji TVP Stream, a od 14 lutego 2022 roku także dzięki aplikacji TVP GO dostępnej na systemach iOS i Android. 1 czerwca 2023 roku sygnał wszystkich 16 stacji został udostępniony i można oglądać bezpłatnie w serwisie internetowym i aplikacji TVP VOD.

## Godziny nadawania pasm lokalnych TVP3
Od 2 września 2024 roku pasma lokalne oddziałów terenowych TVP nadawane są przez 5 godzin dziennie - codziennie od 15:30 do 19:30, oraz od 21:00 do 22:10. 
Dawne godziny nadawania pasm lokalnych TVP3
- Od 2 stycznia 2016 roku do 2 kwietnia 2018 roku oddziały terenowe nadawały swoje programy od poniedziałku do piątku w godzinach: 7:00-8:15 oraz 17:30-22:15, a w weekendy w godzinach 10:00-11:00 oraz 18:00-22:15[50]. Pasma lokalne nadawane były przez 5 godzin i 15 minut codziennie.
- Od 3 kwietnia 2018 roku[89] do 3 października 2021 roku[62] oddziały terenowe nadawały swoje programy od poniedziałku do piątku w godzinach: 7:00-9:00, 12:30-13:00, 14:00-15:00, 17:30-20:00 oraz 21:00-21:30, a w weekendy w godzinach 10:00-12:00, 17:30-20:00 oraz 21:00-21:30[89]. Pasma lokalne nadawane były przez 6,5 godziny w dni powszednie, a 5 godzin w weekendy.
- Od 4 października 2021 roku do 26 lutego 2023 roku oddziały terenowe nadawały swoje programy od poniedziałku do piątku w godzinach: 8:00-10:00, 12:30-12:45[c], 14:30-14:45, 16:30-16:45, 17:00-17:30, 18:00-20:20[d], 21:30-21:45, a w weekendy w godzinach 10:00-12:00, 12:30-12:45[c], 14:30-14:45, 16:30-16:45, 17:00-17:30, 18:00-20:30, 21:30-21:45. Pasma lokalne nadawane były przez 6 godzin i 15 minut w dni powszednie, a 5 godzin i 50 minut w weekendy[62][112].
- Od 27 lutego 2023 roku do 20 grudnia 2023 roku oddziały terenowe nadawały swoje programy od poniedziałku do piątku w godzinach: 8:00-10:00, 11:30-11:35, 12:30-12:45, 13:30-13:35, 14:30-14:45, 16:30-16:45, 17:00-20:00, 20:30-20:35, 21:25-22:00, a w weekendy w godzinach 10:00-12:00, 12:30-12:45[c], 14:30-14:45, 16:30-16:45, 17:00-20:00, 21:25-22:00. Pasma lokalne nadawane były przez 6 godzin i 30 minut w dni powszednie, a 6 godzin i 5 minut w weekendy[113][65][114].
- Od 25 stycznia 2024 roku[e] do 1 września 2024 roku oddziały terenowe nadawały swoje programy w godzinach 8:00-10:00 (w weekendy 10:00-12:00), 14:30-15:00, 16:30-16:45, 17:00-20:00 i 21:25-22:00. Pasma lokalne nadawane były przez 6 godzin i 20 minut codziennie[115].

## Programy emitowane w paśmie wspólnym TVP3
TVP3 oprócz własnych programów emituje także powtórki audycji z TVP1, TVP2, TVP Info, polskie seriale, telenowele (głównie tureckie), transmisje z uroczystości państwowych, msze święte, programy religijne, również krótkie programy poradnikowe. Od 18 maja 2020 roku transmitowana jest codziennie Koronka do Miłosierdzia Bożego z sanktuarium w krakowskich Łagiewnikach, natomiast od 18 czerwca 2020 roku transmitowane na żywo jest Studio Lotto – wieczorne losowania gier liczbowych i loterii organizowanych przez Totalizator Sportowy.

### Programy własne (stan na wiosnę 2025)
Programy informacyjne
- Dziennik Regionów (od 2013 roku)[116]

Programy publicystyczne i interwencyjne
- Gość regionów (od 2024 roku) – komentarze do bieżących wydarzeń w kraju[117]
- Telekurier (od 2000 roku) – magazyn interwencyjny TVP3 realizowany przez poznański ośrodek TVP[118].
- Ktokolwiek widział, ktokolwiek wie (2013-2016, od 2018 roku) – program telewizyjny dotyczący tematyki osób zaginionych. Produkowany przez TVP3 Katowice.

Programy rolnicze
- Agrobiznes
- Agrobiznes Info (od 2024 roku)
- Agropogoda (od 2021 roku również w TVP3) – prognoza pogody dla rolników.

Społeczeństwo
- Spotkania w świecie ciszy (od 2018 roku) – magazyn skierowany do osób głuchych. Produkowany przez TVP3 Katowice[120].
- Telenowyny – program informacyjny w języku ukraińskim – z jednoczesnym tłumaczeniem na polski. Przeznaczony dla mniejszości ukraińskiej w Polsce oraz widzów zainteresowanych problemami Ukrainy[121].
- O milimetr (od 2025 roku) – magazyn przedstawia działalność organizacji pozarządowych[122].
- Wiek to tylko liczba (od 2023 roku) – program promujący aktywność seniorów[123].

Programy poradnicze
- Przepis na dziś (od 2022 roku) – przepisy na szybkie dania przygotowywane przez dziennikarzy TVP3 i ich gości

Reportaże
- Całkiem niezła historia (od 2020 roku) – cykl prezentujący najlepsze reportaże dziennikarzy ośrodków TVP[124].
- Kryminalna Siódemka (od 2018 roku) – program prezentujący siedem najgłośniejszych wydarzeń kryminalnych, które wstrząsnęły Polską[125].

Programy kulinarne
- Rączka gotuje (od 2013 roku) – cotygodniowy program kulinarny śląskiego kucharza Remigiusza Rączki prezentujący przepisy na różne śląskie potrawy. Produkowany przez TVP3 Katowice[126].

Sport
- Pierwsza Druga w Trójce (od 2025 roku) – cotygodniowe podsumowanie kolejki spotkań w pierwszej i drugiej lidze piłkarskiej[127]

Kultura i sztuka
- Piosenka dla Ciebie (od 2020 roku) – koncert życzeń. Produkowany przez TVP3 Lublin[128].

### Programy nieemitowane w TVP3 (niepełna lista)
- Dziennik Regionów – tematy dnia (2018-2021)
- Express Regionów Flesz (2023)
- Poranek TVP3 (2021–2022)
- TVP3 Info (2022-2023)[64]
- Układ (2021) – program Miłosza Kłeczka
- Na ludowo (2021–2022) – program promujący regionalny folklor i kulturę ludową
- Ona (2021–2022) – magazyn dla kobiet
- Welcome to Poland (2021–2022) – program o cudzoziemcach mieszkających na stałe w Polsce
- Gwiazdy od szafy (2021–2022) – rozmowy z gwiazdami o modzie, stylu i ważnych dla nich kreacjach. Produkowany przez TVP3 Kielce.
- Zielnik regionalny (2021)
- Zimowy ogród (2021)
- Historie motocyklowe (2021)
- Moto Lady (2021)
- Krótko o kulturze (2021) – informacje o najświeższych wydarzeniach kulturalnych, przypominanie w sposób anegdotyczny twórców kultury polskiej, pokazywanie miejsc w Polsce w kontekście ciekawych historii.
- Szlak przydrożnych kapliczek (2021)
- Ratownicy (2021–2022) – kamera towarzyszy trzem bohaterom, pokazując ich przy pracy i w prywatnym życiu.
- Projekt Policja (2021–2022) – program ukazujący pracę w policji poprzez historię poszczególnych osób. W każdym odcinku jest pokazywana inna jednostka policji: kontrterroryści, wodniacy, policja kryminalna, konna, grupa SPEED czy motocykliści.
- Ochotnicy (2021–2022) – program opowiadający o ludziach, którzy działają w Ochotniczych Strażach Pożarnych.
- Mroczne dzielnice (2021–2022)
- Przyroda - wędka - przygoda (2022) – program prezentujący uroki wędkarskich zakątków w Polsce[129].
- Wyprodukowano w Polsce (2021-2022) – program przybliży historyczne wynalazki Polaków, które wpłynęły na bieg historii świata.
- Bazary i bazarki (2021-2022) – program ukazuje, co kryje się na polskich bazarach i targowiskach. Co tydzień widzowie poznają losy jednego bohatera związanego z modą, kuchnią i starociami. Produkowany przez TVP3 Katowice.
- Słodka kuchnia Pszczółek (2021-2022) – Justyna Pszczółka i Dorota Pszczółka-Habdas - pasjonatki słodkich wypieków, siostry, blogerki kulinarne i uczestniczki 2. edycji Bake Off - Ale Ciacho!. W programie przedstawią przepis na pyszny i efektowny wypiek lub deser. Produkowany przez TVP3 Katowice.
- Na tropie przypraw. Pikantnie i słodko (2021-2022) – program podróżniczo-kulinarny. Produkowany przez TVP3 Kraków.
- Kuchenne recepty (2021-2022) – poradnik o tematyce zdrowotnej i kulinarnej prowadzony przez doktora Michała Mularczyka.
- Echa dnia (2002–2007, 2013-2023) – komentarze do bieżących wydarzeń w kraju[130].
- Głos regionów. Interwencje (2013-2021, w późniejszej formule 2021-2023) – autorzy cyklu śledzą różne sprawy dotyczące widzów. W programie zajmują się problemami tylko z pozoru lokalnymi[131].
- Tygodnik polityczny (2018-2023) – tygodniowe podsumowanie polityczno-społecznych wydarzeń w kraju[132].
- Regionalny magazyn sportowy (2019-2023) – podsumowanie najważniejszych wydarzeń sportowych, ze szczególnym uwzględnieniem osiągnięć polskich zawodników. Produkowany przez TVP3 Wrocław[133].
- Śniadanie samorządowe (2022-2023) – program o charakterze publicystyki politycznej, poruszający tematykę związaną z funkcjonowaniem samorządów[134].
- Magazyn Ekspresu Reporterów (2023) – autorzy magazynu przedstawiają reportaże o tematyce społecznej. Zaproszeni do studia goście komentują obejrzane materiały[135].
- Agrorozmowa (2022-2023) – codzienny program publicystyczno-informacyjny o tematyce rolniczej. Produkowany przez TVP3 Katowice[136].
- Starszaki (2019-2023) – w programie spotkają się starsi i młodsi. Program pokazuje fantastycznych ludzi, ciekawe miejsca, a także zachęca do wyjścia z domu. Produkowany przez TVP3 Poznań[137].
- Debata Senior (2023) – program publicystyczny, w którym podejmowane są dyskusje o bieżących kwestiach społecznych i gospodarczych dotyczących problemów polskich seniorów: m.in. o zdrowiu, przyszłości, pieniądzach, sporcie i edukacji[138].
- Na zdrowie. Poradnik medyczny TVP3 (od 2021 roku) – program medyczny[139]
- Telezwierz (2021-2023) – program prezentuje różne zagadnienia dotyczące zwierząt zarówno domowych, jak i dzikich. Znajdą się w nim elementy edukacyjne, poradnikowe, a także ciekawostki[140].
- Rozmowy bardzo kulturalne (od 2021 roku) – rozmowy Danuty Holeckiej z ludźmi kultury
- Poczytalnia (od 2021 roku) – magazyn o książkach. Produkowany przez TVP3 Kielce[141].
- Café Piosenka (2019-2023) – program Ryszarda Makowskiego[142]
- Qulszoł – kulinarne potyczki (2021-2023) – program, w którym rywalizują ze sobą Koła Gospodyń Wiejskich. Uczestniczki prezentują dwie tradycyjne potrawy regionalne, oceniane przez: krytyka kulinarnego Walentynę Jałochę i szefa kuchni Bartłomieja Witkowskiego. Przedstawicielki KGW opowiadają przy tym historie i tradycje miejsc, z których pochodzą. Produkowany przez TVP3 Bydgoszcz[143].
- Agrobiznes Extra (2021-2023)
- Z miłości do zwierząt (2023) – każdy odcinek programu Kingi Wasilewskiej to przeplatające się z sobą historie czterech azyli - mieszczących się w różnych częściach Polski. Produkowany przez TVP3 Bydgoszcz[144].
- Zamknięty świat (2021-2023) – program przedstawia historie osób, które na co dzień żyją lub pracują w zakładzie karnym. Produkowany przez TVP3 Bydgoszcz[145].
- Masz prawo (2022-2024) – program poradniczy o tematyce prawnej. Prowadząca, Anna Grabowska, zaprasza do studia osoby ze środowiska prawniczego, aby wspólnie z nimi odpowiadać na pytania i zagadnienia, które nurtują widzów[146].
- Składka. Emerytura. Przyszłość (2022-2024) – program poradnikowo-informacyjny dotyczący kwestii ubezpieczeń społecznych[147].
- Rola życia (2022-2024) – rozmowy ze znanymi aktorami, które prowadzi Laura Łącz[148]
- Dobrego dnia (2024) – program śniadaniowy TVP3[149][150][111].
- Express Regionów (2021-2024)[151]
- Igrzyska w Regionach (2021-2024) – program o charakterze edukacyjnym prezentujący sylwetki polskich olimpijczyków, przedstawiający ich wyjątkowe osiągnięcia, rekordy i najważniejsze chwile w życiu sportowym i prywatnym[152].
- W dobrej wierze (2020-2024) – magazyn religijny realizowany przez TVP3 Kraków[153].
- Wiosna/Lato/Jesień na RODOS (2021-2023) – program ukazuje życie działkowców z różnych części Polski. Produkowany przez TVP3 Bydgoszcz[154][155][156].

Opracowano na podstawie materiału źródłowego.

## Oddziały terenowe TVP realizujące TVP3

### Oddziały terenowe istniejące przed 2005 rokiem
| Lp. | Pełna nazwa ośrodka                   | Skrócona nazwa ośrodka |
| --- | ------------------------------------- | ---------------------- |
| 1.  | Oddział Terenowy TVP SA w Białymstoku | OTV Białystok          |
| 2.  | Oddział Terenowy TVP SA w Bydgoszczy  | OTV Bydgoszcz          |
| 3.  | Oddział Terenowy TVP SA w Gdańsku     | OTV Gdańsk             |
| 4.  | Oddział Terenowy TVP SA w Katowicach  | OTV Katowice           |
| 5.  | Oddział Terenowy TVP SA w Krakowie    | OTV Kraków             |
| 6.  | Oddział Terenowy TVP SA w Lublinie    | OTV Lublin             |
| 7.  | Oddział Terenowy TVP SA w Łodzi       | OTV Łódź               |
| 8.  | Oddział Terenowy TVP SA w Poznaniu    | OTV Poznań             |
| 9.  | Oddział Terenowy TVP SA w Rzeszowie   | OTV Rzeszów            |
| 10. | Oddział Terenowy TVP SA w Szczecinie  | OTV Szczecin           |
| 11. | Oddział Terenowy TVP SA w Warszawie   | OTV Warszawa           |
| 12. | Oddział Terenowy TVP SA we Wrocławiu  | OTV Wrocław            |

### Oddziały terenowe utworzone 1 stycznia 2005
28 lutego 2001 roku powołano cztery ośrodki regionalne Telewizji Polskiej, bezpośrednio podległe wybranym oddziałom terenowym, w związku z reformą administracyjną w Polsce w 1999 roku. Ośrodki produkowały głównie audycje informacyjne i publicystyczne z regionu. 1 stycznia 2005 roku, zgodnie z Ustawą z dnia 2 kwietnia 2004 r. o zmianie ustawy o radiofonii i telewizji, cztery ośrodki regionalne TVP zostały przekształcone w nowe oddziały terenowe TVP.
| Lp. | Pełna nazwa ośrodka                              | Skrócona nazwa ośrodka  |
| --- | ------------------------------------------------ | ----------------------- |
| 13. | Oddział Terenowy TVP SA w Gorzowie Wielkopolskim | OTV Gorzów Wielkopolski |
| 14. | Oddział Terenowy TVP SA w Kielcach               | OTV Kielce              |
| 15. | Oddział Terenowy TVP SA w Olsztynie              | OTV Olsztyn             |
| 16. | Oddział Terenowy TVP SA w Opolu                  | OTV Opole               |

#### Nieistniejące ośrodki regionalne TVP (28 lutego 2001 – 31 grudnia 2004)
| Lp. | Nazwa ośrodka regionalnego                                 | Nazwa oddziału terenowego zarządzającego ośrodkiem |
| --- | ---------------------------------------------------------- | -------------------------------------------------- |
| 1.  | Lubuski Ośrodek Regionalny TVP SA w Gorzowie Wielkopolskim | Oddział Terenowy TVP SA w Poznaniu                 |
| 2.  | Świętokrzyski Ośrodek Regionalny TVP SA w Kielcach         | Oddział Terenowy TVP SA w Krakowie                 |
| 3.  | Warmińsko-Mazurski Ośrodek Regionalny TVP SA w Olsztynie   | Oddział Terenowy TVP SA w Gdańsku                  |
| 4.  | Opolski Ośrodek Regionalny TVP SA w Opolu                  | Oddział Terenowy TVP SA w Katowicach               |

Opracowano na podstawie materiału źródłowego.

## Logo
| Okres wykorzystywania                  | Opis | Ilustracja                 |
| TVP Regionalna (1994–2002)             | TVP Regionalna (1994–2002) | TVP Regionalna (1994–2002) |
| -------------------------------------- | --- | -------------------------- |
| 5 września 1994 – jesień 2000          | Ówczesne logo TVP z lat 1992–2003, pod spodem napis Regionalna zapisany kursywą. |                            |
| TVP3 Regionalna (2000–2007)            | |                            |
| jesień 2000 – 2001                     | Po lewej stronie paski w barwach ówczesnej TVP. Te kolory kasowane w 2003. Obok obowiązujące w tamtym czasie logo nadawcy. Po prawej stronie cyfra 3. Paski z cyfrą 3 są połączone „łyżwą” nad której dolną częścią znajduje się napis Regionalna. W czasie obowiązywania tego logo przywiązane do swoich dotychczasowych symboli ośrodki w Krakowie, Łodzi, Szczecinie, Warszawie i Wrocławiu wstawiały je na paskach bądź zamiast nich. |                            |
| 2001 – 6 marca 2003                    | Logo podobne do poprzedniego, z tym że usunięto z niego „łyżwę” i rozszerzono napis Regionalna. Praktyki niektórych ośrodków z wstawianiem swoich symboli zostały zachowane. |                            |
| 7 marca 2003 – 5 października 2007     | Logo TVP na zielonym tle, obok cyfra 3. Na ekranie logo było półprzezroczyste. |                            |
| TVP Info (2007–2013)                   | |                            |
| 6 października 2007 – 31 sierpnia 2013 | Czerwony napis „TVP”, w tym szara ramka z gradientem na białym tle. Obok niego biały napis „INFO” na czerwonym tle. Od 1 września 2013 roku TVP Info funkcjonuje jako samodzielny, całodobowy kanał informacyjny i stosowało to samo logo do 30 września 2024 roku. Na ekranie logo było w lewym dolnym rogu. |                            |
| TVP Regionalna (2013–2016)             | |                            |
| 1 września 2013 – 1 stycznia 2016      | Logo TVP na zielonym tle, pod nim napis Regionalna w tym samym kolorze. |                            |
| 1 września 2013 - 31 sierpnia 2014     | Logo TVP na zielonym tle, pod nim zmniejszony napis „regionalna” zapisany małą literą w tym samym kolorze po prawej stronie. |                            |
| TVP3 (od 2016 roku)                    | |                            |
| od 2 stycznia 2016                     | Podobne do logo z lat 2003–2007, ale logo jest granatowe zamiast zielonego. Od 14 lutego 2022 na ekranie logo jest mniejsze. Loga okolicznościowe: Podczas żałoby narodowej logo zmienia się na czarne. Podczas Euro 2016 pod logiem było logo Europy, a pod flagą jest dopisek Euro 2016. W wersji HD logo obiązuje to same logo. |                            |